# Margit Kraker

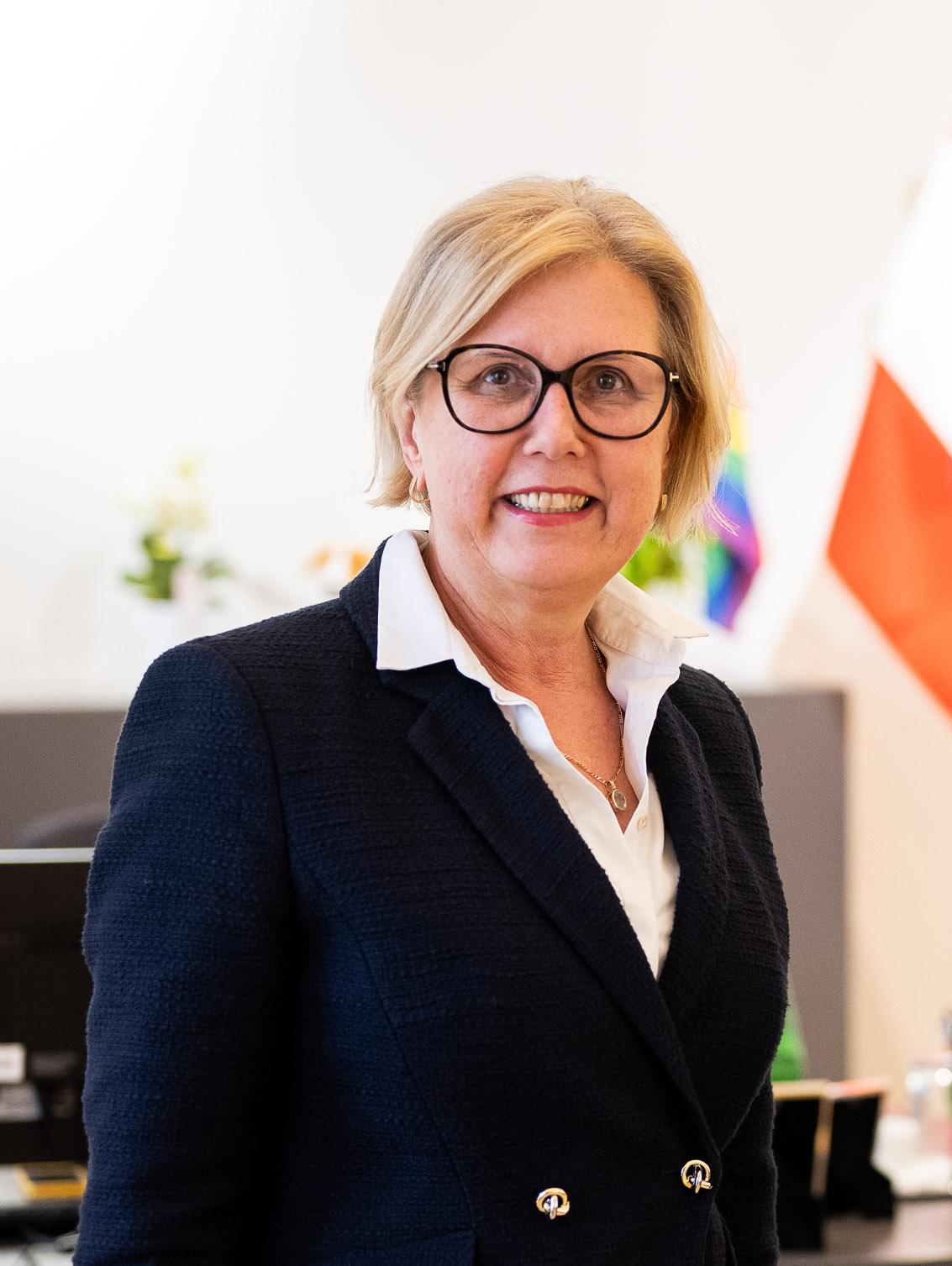
Margit Kraker, 2025

Margit Kraker (* 9. November 1960 in Zeltweg) ist eine österreichische Juristin. Sie wirkte von 2013 bis 2016 als Direktorin des steirischen Landesrechnungshofes und ist seit 1. Juli 2016 für eine zwölfjährige Amtszeit Präsidentin des Rechnungshofes Österreich.

## Leben
Margit Kraker ist Juristin, sie wurde 1983 promoviert. Ihre Laufbahn begann sie – nach dem Gerichtsjahr – als Assistentin am Institut für öffentliches Recht, Politikwissenschaft und Verwaltungslehre der Universität Graz, danach war sie neun Jahre lang Juristin in der Parlamentsdirektion in Wien. Ab 1996 war sie die beamtete Leiterin des ÖVP-Klubs im Steiermärkischen Landtag in Graz. Von 2000 bis 2013 leitete sie das Büro des steirischen Landesrates und späteren Landeshauptmann-Stellvertreters Hermann Schützenhöfer (ÖVP). Während ihrer Zeit im Büro Schützenhöfer war sie gleichzeitig Landesamtsdirektor-Stellvertreterin. Ab 2013 fungierte sie als Direktorin des steirischen Landesrechnungshofes. Der direkte Wechsel aus einer Führungsfunktion in der steirischen Landesregierung in deren Kontrollgremium führte damals zu Misstrauen und Gegenstimmen der steirischen Grünen und der KPÖ.

## Präsidentin des Rechnungshofes Österreich
Kraker wurde am 9. Juni 2016 mit den Stimmen von ÖVP und SPÖ durch den Hauptausschuss des Nationalrates als Präsidentin des Rechnungshofes in Nachfolge von Josef Moser nominiert. Dies entfachte einen Sturm der Empörung seitens der Opposition, die NEOS sprachen von „mieser Packelei“, die damalige Grünen-Chefin Eva Glawischnig gab sich sehr irritiert, das Team Stronach gab zu bedenken: „Die Optik ist keine gute.“ und Heinz-Christian Strache von der FPÖ vermutete einen Deal im Zusammenhang mit der im August 2016 anstehenden Wahl des ORF-Generaldirektors. Lob kam hingegen von ihrem früheren Chef, dem späteren steirischen Landeshauptmann Hermann Schützenhöfer (ÖVP), der Kraker als „bestqualifiziert für diese große Aufgabe“ charakterisierte. Beim öffentlichen Hearing hatte unter den acht Kandidaten „nach Meinung der allermeisten Beobachter Gerhard Steger die beste Performance“ gezeigt. Der von SPÖ und Team Stronach (TS) nominierte Steger, zu dieser Zeit Sektionschef im Rechnungshof, überzeugte Grüne und NEOS derart, dass diese bei der ersten Abstimmung im Hauptausschuss nicht für eigene Kandidaten stimmten, sondern für Steger. Auch die Presse begleitete die Nominierung Krakers äußerst kritisch. Am 16. Juni 2016 wurde Kraker vom Nationalrat für eine zwölfjährige Amtszeit als erste Frau an die Spitze des Rechnungshofes gewählt. Sie stellte ihre ÖVP-Mitgliedschaft ruhend und kündigte an, ihr Amt frei von Parteipolitik unabhängig und objektiv ausüben zu wollen. Die Opposition kritisierte erneut das Zustandekommen ihrer Wahl.
Nach fast zwei Jahren im Amt erklärte der Falter sie im Jänner 2018 zum „Hero der Woche“, weil sie sich nach der Wahl mit dem „demokratiepolitischen Geburtsfehler“ in der Rolle der überparteilichen Kontrollinstanz im Rechnungshof gefunden habe. Kraker selbst könne sich für die Zukunft einen neuen Bestellmodus für die Rechnungshofpräsidentschaft vorstellen: mit einer Zwei-Drittel-Mehrheit wäre auch die Opposition eingebunden, wie sie im ZIB2-Interview am 10. Oktober 2016 mit Armin Wolf angab.  Im Zuge einer Pressekonferenz wurde im Juli 2017 die Öffentlichkeit aufgerufen, ihre Vorschläge für Prüfungen auf Facebook einzubringen. Unter dem Titel "Was jetzt getan werden muss" legte der Rechnungshof im Oktober 2017 zehn Reformvorschläge an die nächste Regierung vor. Kraker forderte eine gemeinsame Strategie von Bund, Ländern und Gemeinden, um den seit dem EU-Beitritt angefallenen "Reformstau" zu beheben.
Seit ihrer Wahl kritisierte Kraker immer wieder die Arbeit der Regierung und äußerte sich zu Reformvorhaben. Für den Vorschlag, fixe Legislaturperioden einzuführen, um Neuwahlen zu erschweren, erntete sie auch Kritik von den Abgeordneten des Nationalrates.  Im Interview mit dem Standard nahm sie ihren Vorgänger Josef Moser in die Pflicht, der angekündigt hatte, alte Gesetze im großen Stil zu entrümpeln: „Das ist eine Rechtsbereinigung, ersetzt aber keine Reform. Wenn jene Gesetze entfallen, die nie angewendet wurden, gibt es ja nicht weniger Bürokratie. Das ist bloß ein formaler Ansatz und ich fürchte auch ein Beschäftigungsprojekt für die Ministerien.“ Außerdem widme sich die Regierung zu vielen Nebensächlichkeiten, echte Reformthemen seien nicht dabei, so Kraker in den Oberösterreichischen Nachrichten.
In der ORF-Sendung „Report“, am 22. Mai 2018, zeigte sich Kraker „sehr skeptisch“, dass die Regierung bei der Reform der Krankenversicherung das angekündigte Einsparungsvolumen von einer Milliarde erreicht. Sie verwies darauf, dass der Verwaltungsaufwand in der gesamten Krankenversicherung bei 750 Millionen liege. Die Zahlen der Regierung seien daher „nur schwer zu glauben“, Kostenschätzungen seien „oft Wunschdenken“.  Sowohl FPÖ als auch ÖVP kritisierten daraufhin die Rechnungshof-Präsidentin. FPÖ-Klubobmann Walter Rosenkranz wertete deren „mehrfache tagespolitische Einmischung“ als „entbehrlich“. Auch ÖVP-Wirtschaftsministerin Margarete Schramböck übte deshalb Kritik an Kraker: „Es geht nicht an, vorab schon Kritik zu geben und infrage zu stellen, bevor wir in Umsetzung gehen.“ In einer Presseaussendung verteidigte die SPÖ wiederum das Vorgehen der Rechnungshof-Präsidentin. In ihrer Funktion als Präsidentin des staatlichen Prüfungsorgans stehe es Kraker sehr wohl zu, auf Ungereimtheiten in politischen Vorhaben hinzuweisen, so der damalige SPÖ-Bundesgeschäftsführer Max Lercher.
Mit seiner Gesetzesbegutachtung zur Sozialversicherungsreform, dem "Sozialversicherungs-Organisationsgesetz", sorgte der Rechnungshof im Oktober 2018 für Aufsehen. In diesem Zusammenhang forderte Kraker die Regierung dazu auf, das "Spiel mit den Zahlen" zu beenden. Die österreichische Tageszeitung Kurier porträtierte im Zusammenhang mit der kritischen Gesetzesbegutachtung die Präsidentin des Rechnungshofes. In dem Artikel wird Krakers "erstaunlich unabhängiges" Agieren gelobt. Weiter heißt es: „Wenn sie jedoch auftritt, spricht sie klar und nicht verschwurbelt“. Hans Rauscher, Journalist bei der österreichischen Tageszeitung Der Standard, bezeichnete Kraker in einem Kommentar als nüchterne De-facto-Überprüferin der türkis-blauen (vor allem der türkisen) Propagandamaschine.
In einem ORF-Fernsehinterview im Jänner 2019 in der ZIB 2 sprach sich die Rechnungshofpräsidentin für die Abschaffung der automatischen Anhebung der Parteienförderung in Österreich aus.
Die sogenannte Ibiza-Affäre, in der der ehemalige FPÖ-Obmann und spätere Vizekanzler Heinz-Christian Strache die Bereitschaft zur Umgehung der Gesetze zur Parteienfinanzierung „vorbei am Rechnungshof“ signalisierte, löste im Sommer 2019 eine Debatte zur Parteienfinanzierung aus. Kraker legte im September 2019 ein Fünf-Punkte-Programm zur „echten Kontrolle der Parteifinanzen“ vor, in der sie etwa volle Prüfrechte für den Rechnungshof bei den Parteien forderte sowie höhere Strafen bei Verstößen gegen das Parteiengesetz. SPÖ, FPÖ und die Liste Jetzt beschlossen am 3. Juli 2019 im Parlament eine Reform der Parteispenden, ohne jedoch die Prüfrechte für den Rechnungshof zu stärken.
Während der Corona-Krise führte das Linzer Market-Institut am 4. und 5. Mai 2020 eine Online-Umfrage mit 1.000 Personen aus Österreich durch. Im Vertrauensranking lag das österreichische Gesundheitssystem mit 68 Prozent Zustimmung an der Spitze. Der Rechnungshof rangierte mit 57 Prozent im oberen Feld, noch vor den Behörden, der Ärztekammer und dem Parlament.
Seit Februar 2021 betreibt der Rechnungshof einen eigenen Podcast. Präsidentin Kraker informiert darin über die Arbeit des Hauses.
Anlässlich der Regierungsbildung nach der Nationalratswahl 2024 forderte sie von der kommenden Regierung einen von ihr so bezeichneten positiven Grundkonsens ein: Wettbewerbsfähigkeit unter Einhaltung der EU-Fiskalregeln („Maastricht-Kriterien“), nachhaltiger Klimaschutz und eine Umsetzung des EU-Migrationspakts. Ebenfalls erforderlich seien Verwaltungsreformen.

## Erweiterte Prüfrechte für den Rechnungshof
Kraker gab in einem ZIB2-Interview vom 7. September 2021 bekannt, einen vom Rechnungshof erarbeiteten Gesetzesvorschlag betreffend der Prüfrechte bei Parteifinanzen vorzulegen. Grund dafür ist das Versäumnis der Bundesregierung Kurz II, einen solchen zeitgemäß zu erarbeiten.
Dieser wurde im Oktober 2021 vom Rechnungshof veröffentlicht. „Echte Prüfungsrechte des Rechnungshofes bei den Parteien“ ist zum Beispiel eine Forderung daraus.
Im April 2022 wurde schließlich ein Gesetzesantrag von den Abgeordneten der Regierungsparteien ÖVP und der Grüne eingebracht, mit dem das Bundesgesetz über die Finanzierung politischer Parteien (Parteiengesetz 2012 – PartG), das Mediengesetz und das Verfassungsgerichtshofgesetz 1953 (VfGG) geändert werden soll.

## Privates
Kraker ist in zweiter Ehe verheiratet und hat zwei erwachsene Söhne.